# PewPew
Hoàng Văn Khoa (sinh ngày 23 tháng 6 năm 1991 tại Kiến An, Hải Phòng) là một streamer, caster (bình luận viên trò chơi trực tuyến) người Việt Nam, nổi tiếng qua việc bình luận những tựa game như Dota 2, Liên Minh Huyền Thoại cùng một số chương trình truyền hình. Pewpew là streamer thuộc hàng đầu tiên của Việt Nam cũng như từng giữ vị trí streamer số 1 trong một thời gian dài. Ngoài ra, anh từng tham gia diễn xuất trong bộ phim Nụ hôn ký ức.

## Tiểu sử
Hoàng Văn Khoa sinh ngày 23 tháng 6 năm 1991 tại Kiến An, Hải Phòng, hiện đang sống và làm việc tại cả Hải Phòng và Thành phố Hồ Chí Minh.
Năm lớp 9, Khoa được bố mẹ đưa sang Úc du học và sau đó học tiếp ngành kế toán.
Năm 2012, Khoa trở về Việt Nam bắt đầu sự nghiệp streamer với tựa game Dota 2, lấy biệt danh là "PewPew". Mục tiêu của anh là phổ biến tựa game Dota 2 tại Việt Nam với mong muốn có ít nhất 1 triệu người tham gia. Những năm đầu, các video của PewPew có lượt xem rất ít. Không nản chí, PewPew mở luôn PewPew Studio tại nhà, ra video mới thường xuyên rồi dần dần có chỗ đứng trong cộng đồng YouTuber Việt Nam.
Khoảng năm 2016, PewPew thực hiện thêm các nội dung mới như talkshow và tâm sự đêm khuya.
Năm 2018, PewPew hợp tác với một đồng nghiệp cũ khai trương tiệm bánh mì PewPew ở quận Tân Bình, Thành phố Hồ Chí Minh. Tới thời điểm hiện tại, tiệm bánh mì PewPew đã mở rộng ra ba cơ sở, tuy nhiên cơ sở thứ ba đã đóng cửa vào cuối tháng 12 năm 2019.
Cuối năm 2020, PewPew tham gia talkshow Net Đêm (Tập 7), chia sẻ những góc khuất về công việc streamer, đưa ra nhiều thông điệp tích cực cho cộng đồng và người ái mộ.
Tháng 6 năm 2022 Quán cơm tấm Sà Bì Chưởng được khai trương do ba streamer hàng đầu Việt Nam là Pew Pew, Độ Mixi và Xemesis thành lập.

## Đời tư
Tháng 10 năm 2022, Pewpew kết hôn với bạn gái lâu năm Hồng Nhật tại Hải Phòng.  Hồng Nhật sinh năm 1995, đến từ Hà Nội, là cựu học sinh trường THPT Nguyễn Tất Thành. Hiện tại, cô nàng đang là một biên kịch.

## Giải nghệ
Ngày 31 tháng 3 năm 2019, PewPew thông báo dừng công việc streamer để tập trung cho việc kinh doanh. Nguyên văn dòng chia sẻ của anh: "Từ mai mình có thể sống một cuộc sống bình thường. Ngày làm 8 tiếng, cuối tuần đi chơi hay đi cùng bạn bè. Ngủ một giấc không lo sợ nhỡ việc. Một thời để nhớ. Nếu bạn còn trẻ, hãy sống sao tới 30 tuổi nghĩ lại và mỉm cười".

## Chương trình truyền hình đã tham gia
- Mảnh ghép tình yêu
- Bữa trưa vui vẻ
- Tường lửa
- Trí lực sánh đôi
- Hẹn ngay đi
- Chuyện đêm muộn
- Bộ ba siêu đẳng
- Nhanh như chớp
- Giọng ải giọng ai
- Ô hay gì thế này
- Xạ thủ đua tài 2020
- Net Đêm Tập 7 (POPs eSports)
- Bar Stories Tập 34 (Dustin On The Go)

## Phim quảng cáo
- Điệp vụ mùng 1 tết
- Điệp vụ vinh quang
- Điệp vụ AFF
- 12 con giáp
- Cô Ấy Sẽ Không Yêu Anh Như Em[11]

## Giải thưởng & vinh danh
| Năm  | Giải thưởng     | Hạng mục                 | Đề cử    | Kết quả |
| ---- | --------------- | ------------------------ | -------- | ------- |
| 2023 | WeChoice Awards | Nhân vật truyền cảm hứng | Bản thân | Đề cử   |